# 金谷晴夫
金谷 晴夫（かなたに はるお、1930年2月3日 - 1984年2月13日）は、日本の発生生物学者。

## 来歴
兵庫県生まれ。甲南高等学校 (旧制)を経て東京大学理学部卒業。1961「プラナリアの極性に関する実験的研究 」で東京大学より理学博士の学位を取得。
東京大学海洋研究所助教授、岡崎国立共同研究機構分子科学研究所教授を経て、1983年4月、基礎生物学研究所所長に就任。
ヒトデを材料とした研究で新ホルモンの存在を発見したり、生殖の内分泌機構を解明した。1970年、ローマ教皇庁科学アカデミーよりピウス11世メダル受賞。1983年、文化功労者と中日文化賞（多細胞動物の卵成熟機構の研究）を受賞。
1984年2月13日、死去。
姉の平岡芳江は「IA Prep School 平岡」（旧称：平岡塾）の創立者で初代塾長。